# Вера Начева
Вера Цекова Начева е българска партизанка и политик от БКП, член на Първи състав на Народния съд.

## Биография
Родена е на 15 юли 1904 г. в монтанското село Гаврил Геново в семейството на Цеко Тодоров. Сестра ѝ Станка Цекова също е политик. От 1921 г. е член на БКМС, а от 1926 г. на БКП. През 1942 г. е осъдена задочно на смърт (1942). От 1944 г. е партизанка в Трънския партизански отряд, в отряда „Чавдар“ и накрая е политкомисар на Втора средногорска бригада „Васил Левски“.
През 1944 – 1945 г. е член на Първи състав на Народния съд, който съди бившите регенти, дворцови съветници и министри от периода 1940 – 1944 г.
След преврата от 9 септември 1944 г. е назначена за член на Бюрото на Софийския областен комитет на БКП. Била е член на НС на ОФ и по тази линия участва в Народния съд в Първо върховен състав за съдене на бившите министри, регенти и царски съветници. Освен това е в ЦК на Съюза на партизаните. От 1948 е кандидат-член на БКП, а от 1958 до 1990 г. член на ЦК на БКП. Между 1951 и 1953 г. е секретар на Международната демократична федерация на жените. В периода 1953 – 1975 г. е първи заместник-завеждащ отдел „Външна политика и международни връзки“ при ЦК на БКП. Носител е на четири ордена „Георги Димитров“, „Герой на социалистическия труд“ и „Герой на Народна република България“ (1989). Пише мемоари, озаглавени „Времето е в нас. Спомени и размисли“, Партиздат, 1984.